# Berislăvești
Berislăvești es una comuna ubicada en el distrito Vâlcea, Rumania.

## Superficie
Posee una superficie de 66,99 kilómetros cuadrados.

## Demografía
Hasta 2021 la población era de 2418 habitantes, con una densidad de población de 36,09 habitantes por kilómetro cuadrado.